# Foscor
Foscor (Katalanisch für „Dunkelheit“) ist eine spanische Progressive-Metal-, Blackgaze- und Post-Rock-Band aus Barcelona, die 1997 gegründet wurde.

## Geschichte
Die Band wurde im Jahr 1997 als Studioprojekt von dem Gitarristen Falke und dem Bassisten und Sänger Fiar gegründet. 1999 wurde ein eigenes Studio namens Noctiflorous Productions eingerichtet und die ersten Lieder wurden aufgenommen. Im Jahr 2000 stieß Norax als Sänger hinzu. Im folgenden Jahr wurde ein erstes Demo mit drei Liedern angefertigt, um dies an verschiedene Labels zu schicken. 2003 wurde eine Split-Veröffentlichung mit Xerión publiziert. Foscors Anteil besteht aus dem bereits bekannten Liedmaterial des Demos sowie einer Coverversion eines Xerión-Songs. Im selben Jahr unterzeichnete die Gruppe einen Plattenvertrag bei dem französischen Label Sacral Productions, woraufhin die Arbeiten zum Debütalbum begannen. 2004 verließ der Sänger Norax die Besetzung, als Neuzugänge im selben Jahr waren der Gitarrist Guillem aka Wilhkiem und der Schlagzeuger Pedro aka Nechrist zu verzeichnen. Dadurch waren der Gruppe erste Auftritte möglich. Im selben Jahr erschien zudem das Debütalbum Entrance to the Shadows’ Village. 2005 und 2006 wurden diverse Auftritte in Spanien und Frankreich abgehalten, wobei die Band zusammen mit Gruppen wie Kampfar, Necros Christos, Machetazo, Frostmoon Eclipse, Proclamation, Destinity, Berserk, Otargos und Ered auftrat. 2006 wurden außerdem Coverversionen zweier Katatonia-Lieder für das Tributealbum December Songs aufgenommen, das bei dem deutschen Label Northern Silence Productions erschien. Im selben Jahr wurde außerdem das Demo …Narrow Is the Path to Darkness… veröffentlicht, welches vier Lieder enthält. Hiermit warb die Gruppe um ein neues Label, nachdem Sacral Productions seine Dienste eingestellt hatte. 2007 wurde über Oaken Shield, ein Sub-Label von Adipocere Records, Entrance to the Shadows’ Village mit Bonusliedern wiederveröffentlicht. Im selben Jahr unterzeichnete die Gruppe einen Plattenvertrag bei Temple of Darkness Records zur Veröffentlichung eines Albums, welches das erste mit einer kompletten Besetzung ist. Der Tonträger wurde im September des Jahres unter dem Namen The Smile of the Sad Ones veröffentlicht. Um das Album zu bewerben, unternahm die Band Konzertreisen, unter anderem nach Portugal, und spielte dabei beispielsweise mit Gruppen wie Forgotten Tomb, Swallow the Sun, Decayed, Corpus Christii oder Handful of Hate. 2008 wurde das Lied Toteninsel als Tribut an den Künstler Arnold Böcklin aufgenommen. Im selben Jahr begannen die Arbeiten zum nächsten Album und es wurden Konzerte in Frankreich und Spanien gegeben, zusammen mit Bands wie Shining, Farsot, Nehëmah, Blodsrit und Balrog. 2010 wurde die bereits seit 2008 geplante Split-Veröffentlichung Onslaught of Black Putrefaction mit Necrosadist bei Necroterror Records publiziert. 2011 steuerte Foscor einen Song zu dem Tributealbum Önd - A Tribute to Enslaved bei. Im folgenden Jahr erschien die DVD Deu anys vers la Foscor bei Darkwoods, die Live-Mitschnitte aus den Jahren 2001 bis 2011 enthält. 2014 erschien mit Those Horrors Wither das nächste Studioalbum. Über Season of Mist erschien 2017 das nächstes Album Les irreals visions. Im folgenden Jahr schloss sich mit Les irreals versions ein Album an, das Lieder des Vorgängers in alternativen Versionen enthält. 2019 folgte mit Els sepulcres blancs das nächste Album. Els sepulcres blancs ist der zweite Teil einer Trilogie, die ihren Anfang in Les irreals visions hat. Als Gastmusiker ist SG von Secrets of the Moon auf dem Album vertreten.

## Stil
Moritz Grütz von Metal1.info gab an, dass die Band anfangs Black Metal spielte, sich mittlerweile jedoch dem Post-Rock widmet. Im Interview mit ihm gab Fiar an, dass sich der Titel Els sepulcres blancs auf das 1900 erschienene Werk Los sepulcros blancos des katalanischen Dramatikers Jaume Brossa bezieht. Die Texte seien auf Katalanisch. Andreas Schiffmann vom Rock Hard schrieb in seiner Rezension zu Those Horrors Wither, dass die Band zu sehr versucht, ein innovatives Songwriting zu kreieren, „dass einige tolle Ideen zwischen eher eindeutigen Bezügen zu Opeths Mittelphase und Erinnerungen an Codes Nouveau Gloaming untergehen“. Dadurch klinge das Album „verschrobener“, als es sein könnte. Herausstechenden würden jedoch die Melodien und der Gesang im Stil von Depressive Ages Jan Lubitzki. In einer späteren Ausgabe rezensierte Schiffmann Les irreals visions und stellte fest, dass sich die Band nun komplett vom Black Metal abgewendet hat. Es verbleibe nunmehr dessen Finsternis und Abenteuerlust, die den fortschrittlichen Szeneteil ausmache. Klanglich und ideell sei die Gruppe mit Virus oder Dødheimsgard vergleichbar, allerdings falle das Songwriting bei Foscor einfühlsamer aus. Zudem verglich er den Gesang erneut mit dem von Depressive Age. Meredith Schmiedeskamp stellte beim Hören von Les irreals versions fest, dass der Metal-Anteil in den Hintergrund gerückt ist und stattdessen durch elektronische Elemente ersetzt worden sei. Zudem dränge sich das Piano häufiger in den Vordergrund. Momente, die an frühe Opeth erinnern würden, seien, fügte sie an, durch Ambientpassagen ersetzt worden. Insgesamt klinge das Album, als hätte Klimt 1918 auf E-Gitarren verzichtet und stattdessen einen Trip-Hop-Einfluss aufgenommen, wodurch die Musik melancholisch, interessant und unaufgeregt wirke. Über Els sepulcres blancs schrieb Schiffmann, dass das Album vom „Klarkommen mit den rasenden Veränderungen der Moderne“ handelt, wobei man stilistisch am Vorgängeralbum andocke. Klanglich erkennbar sei die Gruppe an „Falkes unverkennbarem Gitarrenspiel und Frontmann Fiars schwereloser Stimme“. Ferner seien klangliche Parallelen zu Alcest hörbar. Eine Ausgabe später schrieb Schiffmann, dass die Band in den Songs eine „musikalisch leichtere Kost“ bietet als dies inhaltlich der Fall sei. Das Album verbinde „Kulturgeschichte und hochgeistliche Philosophie“ mit „introvertiertem Rock mit verhallt flirrenden Gitarren“. Im Interview mit ihm schloss Fiar eine Rückkehr Foscors zum Black Metal aus. Auch Katrin Riedl vom Metal Hammer stellte in ihrer Rezension zu Les irreals visions fest, dass die Band sich immer weiter von ihren Black-Metal-Wurzeln entfernt. Stattdessen sei die Musik „sphärisch“, „progressiv frickelnd“, jedoch „kaum komplex“. Gelegentlich würden Growls oder ein Bandoneon eingesetzt, insgesamt seien die Songs auf Dauer jedoch wenig einprägsam.

## Diskografie
- 2001: Promo 2001 (Demo, Eigenveröffentlichung)
- 2003: Xerión vs. Foscor (Split mit Xerión, Nigra Mors Records)
- 2004: Entrance to the Shadows’ Village (Album, Sacral Productions)
- 2006: …Narrow Is the Path to Darkness… (Demo, Noctiflorous Productions)
- 2007: The Smile of the Sad Ones (Album, Temple of Darkness Records)
- 2008: The Burial’s Flavours (Split mit Krv, Diachell Musik)
- 2009: Groans to the Guilty (Album, Temple of Darkness Records)
- 2010: Onslaught of Black Putrefaction (Split mit Necrosadist, Necroterror Records)
- 2012: Deu anys vers la Foscor (DVD, Darkwoods)
- 2013: Deu anys vers la Foscor (Live-Album, Ruptura Records)
- 2014: Graceful Pandora (Single, Alone Records)
- 2014: Those Horrors Wither (Album, Alone Records)
- 2017: Les irreals visions (Album, Season of Mist)
- 2018: Les irreals versions (Album, Season of Mist)
- 2019: Els sepulcres blancs (Album, Season of Mist)
- 2020: Estrènyer l'Ànima (EP, Negra Nit Distro)